# István Erdei-Dolóczki
István Erdei-Dolóczki (n. 1 mai 1955, Ilișua, România) este un deputat român, membru al Parlamentului României pe listele UDMR. În legislatura 2000-2004, István Erdei-Dolóczki a fost membru în grupurile parlamentare de prietenie cu Republica Franceză și Ungaria; în legislatura 2004-2008, a fost membru în grupurile parlamentare de prietenie cu Republica Franceză, Republica Finlanda și Republica Estonia; în legislatura 2008-2012, a fost membru în grupurile parlamentare de prietenie cu Republica Finlanda Republica Elenă și Republica Federativă a Braziliei; în legislatura 2012-2016, a fost membru în grupurile parlamentare de prietenie cu Republica Finlanda, Republica Cipru și Republica Elenă iar în legislatura 2016-2020, el este membru în grupurile parlamentare de prietenie cu Regatul Maroc, Statul Kuwait și Republica Filipine.    
1. ↑   http://www.cdep.ro/pls/parlam/structura.de?leg=2016&idl=2, accesat în 18 iulie 2018 Lipsește sau este vid: |title= (ajutor)